# محمد السند
آية الله العظمى شيخ محمد السند (1382 هـ -)، مرجع دين شيعي بحراني ولد في شهر رجب من العام 1382 هـ (الموافق 1961 ميلادي) في المنامة بالبحرين. وبعد إكماله الدراسة الثانوية سافر للدراسة في لندن، فأتم الدراسة التأهيلية للهندسة، في عام 1400 هـ توجه للدراسة الدينية في قم. ومؤخراً غادر إلى النجف، ويسكن فيها، ويمارس التدريس في جامع عمران بن شاهين.

## نشأته وبداية دراسته
ولد في شهر رجب من سنة 1382 هـ الموافق 1961 م في المنامة في البحرين، كان والده الحاج حميد من تجار البحرين ومن المحبين للائمة وكانت له علاقة خاصة مع الإمام الحسين. ابتدأ دراسته الابتدائية في السن الرابعة والنصف من عمره، وحيث أن هذا السن لم يكن متوافقا مع السن القانوني للدارسة قُدم له امتحان ذكاء خاص وعلى أثره قبل للشروع في الداسة مع صغر سنه، حتى أتم دراسته الثانوية في البحرين وكان عمره خمسة عشر ونصف سنة. وبالإضافة إلى اشتغاله بالدراسة كانت له نشاطات دينية كاقامة صلاة الجماعة في المدرسة.

## دراسته الأكاديمية
وبعد أخذه شهادة الدبلوم توجه عن طريق بعثة دراسية إلى لندن في كلية (ديويد گيم) للدراسات العليا قسم الهندسة، وحصل على شهادة فوق الدبلوم من الكلية المذكورة في مدة سنة واحدة، وفي السنة الثانية أخذ مواداً إضافية والتحق بالكلية التخصصية المسماة (بالامبريال)، وفي أواخر السنة الثانية أخذ يتفكر بجد فيما يوجه على مذهب أهل البيت من الإدعات والإشكالات والتهريجات التي لا منشأ لها إلا الصد عن هذا المذهب، والحال أن أفضل الاجوبة وأقواها موجود في تراث هذا المذهب الغني فيذب بها هذه الادعات والاشكالات. وانطلاقاً من هذا التفكير عزم على ترك دراسته الأكاديمية في جامعات (انجلترا) والذهاب إلى مدينة قم التي تعد مركزا من مراكز العلوم الدينية التابعة لأهل البيت. وقد كانت هذه فكرة متبلورة عنده من السابق إلا أنها اشتدت وتبلورت أكثر فأكثر في فترة دراسته في بلاد الغربة، وكان منشأ ذلك هو الروحية الولائية التي خامرت لحمه ودمه من زمن طفولته فكان يلمس بها مظلومية شيعة أهل البيت وغربة الإمام صاحب العصر والزمان. وقد لاحظ النشاطات الثقافية لأعداء مذهب أهل البيت والشبهات التي كانت تلقى بين الشباب والطلبة الجامعيين، وكان يعتقد اعتقادا تاما بوجود جميع أجوبة هذه الشبهات في مذهب أهل البيت ومنها صمم على ترك الجامعة والدخول إلى الحوزة العملية لدراسة علوم ومعارف أهل البيت، حتى يستطيع الدفاع والذب عن تلك الشبهات.
اعترضه الكثير من أصدقائه وأساتذته، وأكثرهم معارضة له أستاذ من اليهود لما لمس منه من النبوغ والاستعداد حتى عرض عليه أن يتكفل له بجميع ما يحتاجه في دارسته في لندن، إلا أنه لم يتسطع أن يحول بينه وبين ما يصبو إليه من أن يسلك طريق خدمة الامام الحجة. وكان فكره الشاغل حينها هو كيفية ذهابه إلى قم وتحقيقه ذلك العزم عمليا. حتى سنحت له الفرصة في الذكرى السنوية الأولى من انتصار الثورة الإسلامية في إيران، حيث دعا مجموعة من الطلبة الجامعيين في طهران مجموعة من الطلبة الجامعيين في لندن للمشاركة في مؤتمر فكري وعلى أثرها جاء من لندن إلى طهران. ومن شوقه الشديد لم يذهب إلى ذلك المؤتمر بل توجه مباشرة من مطار طهران إلى مدينة قم.

## دراسته الحوزوية
وفي بداية مجئية إلى قم في سنة 1400 هـ واجه صعوبات ومشاكل كثيرة، إلا أنه بارتباطه ببعض العلماء تجاوز تلك المراحل القانوينة حتى تأتى له البقاء في بعض المداسة العلمية. وكان له نهم شديد جدا فكان يشتغل ليله ونهاره وأيام التحصيل والتعطيل في طلب العلوم، وكان يتفادى كل ما يعيقه عن طلب العلم والتحصيل، حتى أنهى دراسة مرحلة المقدمات والسطوح والسطوح العالية (بما يوازي البكلورياس والماجستير في الدراسات الأكاديمية) في ثلاث سنوات ونصف أي عند نهاية العام 1403 هـ، وذلك لمواصلته التحصيل بكثافة بحيث كانت مستوعبة للعطل الصيفية وغيرها، بل حتى في الساعات المسائية من يومه الدرسي، فدرس الكتب الحوزية المقررة في العلوم الأدبية من النحو والصرف والبلاغة والعروض، ودرس المتون القديمة مثل شرح النظام والمطول والشمسية ومغني اللبيب، ودرس كذلك المنطق والفقه والأصول، وعلم الهيئة والفلك. وبعد اتمامه دروس السطح العالي التحق ببحوث الخارج فاستفاد من المراجع والآيات العظام بحضوره تحت منبرهم الكريم وتلقيهم العلوم على يدهم، ومن همته العالية أنه لم يكتف من هؤلاء الأعاظم على ملازمة حضور الدرس بل كان يتردد عليهم في غير أوقات الدرس وفي أيام التعطيل لزيادة الاستفادة من فيضهم، فكانت كل سنة من استفادته من كل واحد من هؤلاء الأعاظم تعادل سنتين. كما أنه كان يحضر البحوث التعطيلية للسيد محمد الروحاني في خلل الصلاة والقواعد الفقهية كما شارك في جلسة الاستفتاء لكل من السيد محمد الروحاني، والشيخ الميرزا جواد التبريزي مدة ثلاث سنوات. ولم يغفل عن السيد الخونساري المقيم في طهران فكان يقصده في أيام التعطيل إلى طهران للاستفادة من فيضه وعلمه. مضافا الي الحضور في درس الأعلام وملازمتهم في أيام التعطيل، فقد استفاد من أشرطة دروس بعض أساتذة الحوزة العلمية بما يعادل أربعة عشر الف ساعة، وكان يراجع ذلك الأستاذ بعد الاستماع إلى الشريط ليتداول معه المطالب المسموعة منه.

## أساتذته
حضر مرحلة البحث الخارج عند كل من:
- 1- السيد محمد الروحاني لمدة تسع سنوات في بحث أصول الفقه وكتاب البيع.
- 2- الميرزا هاشم أملي لمدة ثمان سنوات في كتاب الصلاة.
- 3- السيد محمد رضا الگلپايگاني في كتاب القضاء والشهادات.
- 4- الشيخ الوحيد الخراساني لمدة ثمان سنوان في الفقه والأصول.
- 5- الشيخ ميرزا جواد التبريزي لمدة ثلاث سنوات في الفقه والأصول.
- 6- العلامة السيد علي الأصفهاني.
- 7- السيد علي الفاني لمدة مدة سنتين من آخر عمره الشريف في بيته بسسب حالته الصحية دروة أصولية بصورة مكثفة وكل من كتاب المكاسب المحرمة والإجارة والقضاء وخلل الصلاة والمسائل المستحدثة، إضافة إلى مباحث في التفسير ومعارف أهل البيت وكانت دارسة هذه المباحث مروراً بالنكات والدقائق.

- تتلمذ في بحوث الفلسفة، والعرفان عند كل من:
- 1) الشيخ جوادي آملي.
- 2) الشيخ حسن زادة آملي.
- 3) الشيخ يحيى الأنصاري.

## التدريس
ثم شرع في أواخر أيام حضوره عند الأعلام بعد ذلك بتدريس بحث الخارج في الفقه والأصول (الدراسات العليا) منذ عام 1414 هـ في مدينة قم (آنذانك). ومنذ شروعه إلى الآن في تدريس الخارج أكمل دورة أصولية في 15 سنة وشرع في الثانية، وأتم كتاب الطهارة من الفقه وشرع في كتاب الصلاة. وكان يلقي درس الخارج في أيام التعطيل الاسبوعية وغيرها من التعطيلات، في المسائل المستحدثة والفقه السياسي وكتاب النكاح ودروتين في كتاب الحج أحدهما مختصرة والأخرى مفصلة.
وإضافة إلى بحثه في الفقه والأصول اشتغل بالبحوث العقائدية وخصوصا مبحث الإمامة، وبحث بالبحوث الرجالية والبحوث التفسيرية وكان حاصل ذلك كتب قيمة متداولة بين المحققين وطلاب العلوم الدينية مشتملة على نكات وانظار كثيرة.
وفي المجالين الفلسفي والعرفاني فقد درس الاسفار والإشارات والشفا والمنظومة والفصوص لدي الخبرة من اساتذة الفنين، وبلغ الي مستوي عاليه فيهما حيث بدأ بتدريس تلك الكتب وتنقيحها سنين عديدة، وليس يكتفي بتدريسها بل في حين انه يبين آراء ومعطيات الفكر البشري وجهودهم في سبيل الوصول الي الحقائق ويقررها باحسن التقرير، ولكن هذا لا يمنعه من البحث فيها ونقدها ومحاكمتها اعتمادا على التراث الوحياني الذي هو فوق الإطار العقلاني المحدود بما لانهاية له، فان تلك الآراء لا يخرج عن كونها نتاج فكر محدود بشري قابل للخطأ والصواب.
وهو يعتبر المطالب الأصيلة والعميقة الموجودة في الآيات وروايات أهل البيت أهم منبع علمي للتحقيق، ويصر بأن التدقيق فيها مع الغض عن الحجية التعبدية المتوقفة علي اثبات صحة الصدور - يؤدي الي توسعة افق الفكر والعقل الي مساحات عالية جدا لم يكن ليلتفت إليها لولا التراث الوحياني، مع أنه يستكشف ويستنبط منه براهين عقلية متعددة، ويعتقد بأن أفضل منبع لفهم المطالب العقلية والعلمية هو التراث الوحياني، وأن الفكر البشري من دون استمداده وايصاله بخزان علم الله وترجمان وحيه لن يقدر على فهم المطالب المعرفية الدقيقة. ومن هنا يؤكد علي لزوم قرائة الايات والروايات قرائة عقلية عميقة دون القرائة الظنية التعبدية، ويوصي بمداولتها والتامل فيها، وأنه لن يتيسر الوصول الي الحكمة العملية والنظرية الا من خلال التدبر والتامل في ما وصل الينا من ولاة الملكوت وائمة السر والشهود.
وانطلاقا من هذه الفكرة فقد شرع بتدريس كتاب الاحتجاج للطبرسي وبين المباحث المهمة المرتبطة بالفرق والاديان أثناءشرحه لروايات ذلك الكتاب، ثم بعد ذلك أخذ يدرّس الأصول من الكافي لثقة الإسلام الكليني اعلي الله مقامه الشريف.
ومن همته العالية أن القليل - بل لايوجد - من طلبته من يستطيع أن يسايره في جميع برنامجه بحيث كان كل واحد من تلامذته يشارك في بعض برنامجه الدرسي دون البعض الآخر.
وله على مدار السنة برنامجان؛ برنامج عام في أيام التحصيل وبرنامج خاص مع بعض طلبته المتميزين في أيام التعطيل، وكثيرما يكون نشاطه وعطاؤه في أيام التعطيل أكثر منه في أيام التحصيل.
ومن خصوصيات بحثه في المعارف والأصول والفقه والتفسير والفلسفة اشتمالها على نظريات وابتكارات كثيرة في الوقت الذي لم يغفل فيه عن آراء ونظريات القدماء حيث استفاد منها وبنى عليها.
وقد أنبرى لبيان كثير من النظريات الموجودة في القرآن وروايات أهل البيت إضافة إلى بيان النظريات التي كانت موجودة عند اعاظم علماء الشيعة، وأبرزها بلغة واضحة ليظهر تلك الحقائق والنظريات التي يحملها تراث أهل البيت وتراث أتباعهم للاستفادة منها في مجالاتها.
وله نشاطات مختلفة مثل القاء المحاضرات في مدن ودول متعددة ومشاركات في مؤتمرات عالمية، وله أيضا مناظرات مع شخصيات مختلفة وقد حرر بعضها وطبع.

## طلابه
- السيد صالح الموسوي التبريزي.
- السيد محمد علي بحر العلوم.
- السيد محمد علي الحلو.
- السيد جعفر الحيدري.
- السيد جعفر الحكيم.
- سماحة حسين الحكيم.
- الشيخ أبو الحر النعيمي.
- الشيخ عباس اللامي.
- الشيخ أحمد الماحوزي البحراني.
- الشيخ عبد اللطيف البحراني.
- الشيخ محمد الماحوزي البحراني.
- الشيخ كمال سلمان العنزي.

## انتقاله إلى النجف
وبعد الاشتغال بالتحصيل والتدريس مدة ثلاثين سنة في قم انتقل إلى مدينة العلم والأعلام النجف في ربيع الأول عام 1430 هـ ليواصل التدريس في حوزتها المباركة بطلب من بعض مراجعها العظام، ولما شخصه من وظيفة شرعية.

## مؤلفاته
| - العرائس الحسان في نفائس أحاديث سيد الأكوان. - مقامات فاطمة الزهراء في الكتاب والسنة. - سند العروة الوثقى. هذا الكتاب يحتوب بحوث عن كتاب العروة الوثقى لمحمد كاظم الطبأطبائي اليزدي. - دعوى السفارة في الغيبة الكبرى. - بحوث في مباني علم الرجال. | - فقه البنوك والحقوق الجديدة. - فقه الحيل الشرعية. - هيويات الفقهية. - الإمامة الإلهية. - العقل العملي. - ملكية الدولة. - فقه الطب. - الإمام المهدي والظواهر القرآنية. |

## دوره السياسي
في أواخر عام 2005 بينما كان محمد سند راجعاً من قم إلى البحرين، اعتقل فَورَ وصوله لمطار البحرين الدولي حيث وجهت له تهمة المساس بالأمن الوطني، فتسبب ذلك باشتباكات بين الموالين له، وقوات مكافحة الشغب في مطار البحرين الدولي حيث اعتقل. وكانت الأحداث بدأت بمظاهرات سلمية داخل المطار قامت إثرها قوات مكافحة الشغب بتفريق المتظاهرين بالضرب والاعتقال، وتسبب العنف بتكسير بعض مرافق المطار كالزجاج الأمامي ونحو ذلك.
وأرجع مراقبون سياسيون أسباب الاعتقال إلى خطبة ألقاها في قرية السنابس طالب فيها الأمم المتحدة بإقالة الحكومة البحرينية واجراء استفتاء عام على غرار الاستفتاء الذي جرى في السبعينات. ويُعَد محمد سند من علماء الشيعة الذين عادوا فترة التسعينات إلى البحرين ضمن عودة مجمل المعارضين البحرينيين مع انطلاق المشروع الإصلاحي.
أصدرت وزارة الداخلية في البحرين قراراً بسحب جنسية السند، وقد شمل قرار سحب الجنسية من ثلاثة وثلاثين مُعارضاً سياسياً، مُبرّرين ذلك بتسببهم في الإضرار بأمن الدولة.

## وصلات خارجية
- الموقع الرسمي لمكتب سماحة آية الله الشيخ محمد سند.
- الصفحة الرسمية في الفيسبوك لمكتب آية الله السند  على فيسبوك..
- الحساب الرسمي في تويتر لمكتب آية الله السند.